# مقياس درجة الحرارة العالمي

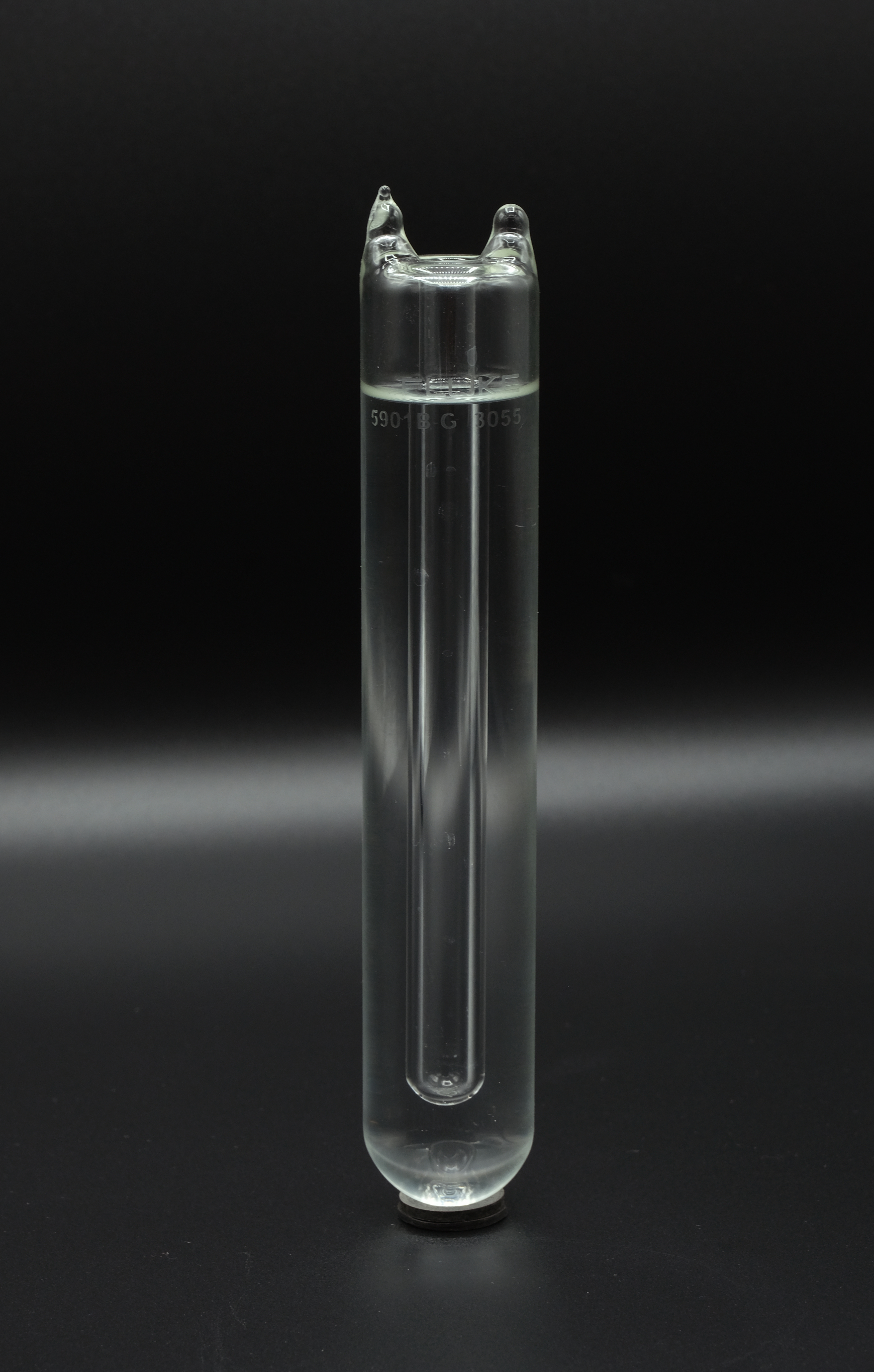
تحرير

مقياس درجة الحرارة العالمي لعام 1990 (ITS-90) عبارة عن تحديد نقاط ثابتة لتعيير مقياس درجة الحرارة بالكلفن والسيلزيوس. يعتمد هذا المقياس على نقاط ثابتة لدرجة الحرارة بناء على خواص ديناميكية حرارية، والهدف من ذلك إيجاد وسيلة تسهّل من مقارنة قياسات درجة الحرارة المختلفة حول العالم. يحدد مقياس درجة الحرارة العالمي نقاط معايرة تبدأ من 0.65 كلفن إلى 1358 كلفن (من −272.5 °س إلى 1085 °س).

## المبدأ
صمم مقياس درجة الحرارة العالمي لتمثيل درجة الحرارة المطلقة وتحديد قيمة الصفر المطلق لأقرب حد ممكن. إن مقياس درجة الحرارة يعتمد على الصفر المطلق (0 كلفن) وعلى النقطة الثلاثية للماء (273.16 كلفن و 0.01 °س). ولكن لتجنب الاعتماد على مادة واحدة جرى اعتماد نقاط عدة لأربع عشر عنصر كيميائي نقي وذلك في حالة التحول الطوري، بالإضافة إلى مركب واحد وهو الماء.

## نقاط التحديد
يظهر الجدول أدناه نقاط التحديد الثابتة لمقياس درجة الحرارة العالمي لعام 1990، ITS-90:
| المادة وحالتها الانتقالية  | نقاط التحديد بالكلفن | نقاط التحديد بالسيلزيوس |
| -------------------------- | -------------------- | ----------------------- |
| النقطة الثلاثية للهيدروجين | 13.8033              | −259.3467               |
| النقطة الثلاثية للنيون     | 24.5561              | −248.5939               |
| النقطة الثلاثية للأكسجين   | 54.3584              | −218.7916               |
| النقطة الثلاثية للآرغون    | 83.8058              | −189.3442               |
| النقطة الثلاثية للزئبق     | 234.3156             | −38.8344                |
| النقطة الثلاثية للماء      | 273.16               | 0.01                    |
| نقطة انصهار الغاليوم       | 302.9146             | 29.7646                 |
| نقطة انصهار الإنديوم       | 429.7485             | 156.5985                |
| نقطة انصهار القصدير        | 505.078              | 231.928                 |
| نقطة انصهار الزنك          | 692.677              | 419.527                 |
| نقطة انصهار الألومنيوم     | 933.473              | 660.323                 |
| نقطة انصهار الفضة          | 1234.93              | 961.78                  |
| نقطة انصهار الذهب          | 1337.33              | 1064.18                 |
| نقطة انصهار النحاس         | 1357.77              | 1084.62                 |

## وصلات خارجية
- ITS-90 مقياس درجة الحرارة العالمي ITS-90 من CGPM
- مقياس درجة الحرارة العالمي ITS-90 من معهد الأبحاث السويدي